# Tiago (Borgo Valbelluna)
Tiago è una frazione del comune sparso di Borgo Valbelluna, in provincia di Belluno (Veneto). Conta circa 153 abitanti (dato del 2017). 

## Geografia
La frazione dista circa 2,6 km dal capoluogo comunale di Mel e sorge sulla sinistra orografica del torrente Terche, alle pendici del colle che ospita il Castello di Zumelle.

## Monumenti e luoghi d’interesse
- Castello di Zumelle, situato poco a nord dell’abitato: le sue origini risalgono a una fortificazione romana del I secolo d.C.